# Micrathena shealsi
Micrathena shealsi är en spindelart som beskrevs av Arthur M. Chickering 1960. Micrathena shealsi ingår i släktet Micrathena och familjen hjulspindlar. Inga underarter finns listade i Catalogue of Life.